# Abiar
L'antiga alqueria àrab d'Abiar està integrada en l'actualitat dins del terme municipal del Poble Nou de Benitatxell, localitat del sud-est de la comarca valenciana de la Marina Alta.
El topònim Abiar significa en àrab els pous, i fa referència a uns pous que a hores d'ara encara existeixen i han possibilitat l'existència d'una àrea de regadiu al seu voltant, mentre la resta del terme municipal és majoritàriament de secà. Les més primerenques referències escrites sobre l'alqueria d'Abiar daten del segle xiii. Se sap que l'any 1317 en Guillem Serra era senyor d'Abiar i de Benitatxell. A mitjan segle xvi l'actual partida d'Abiar apareix esmentada en diverses ocasions en els protocols del notari Jaume Cruanyes. Antigament, en aquesta contrada hi havia una teulera de la que encara es conserva part de l'estructura del forn.
Les poblacions de les dues alqueries, Abiar i Benitatxell, es van fusionar per formar l'actual Poble Nou de Benitatxell, que es va constituir en municipi independent el dia 4 de gener de 1698. L'acta en què es va documentar la creació de la nova entitat municipal donava la xifra de 21 cases habitades en aquell moment, és a dir, sobre uns 120 habitants.
L'evolució demogràfica posterior aquesta data ha estat desigual: fins a l'any 1900, en què estaven censats 1885 habitants, la població va anar creixent de manera constant, però amb l'arribada del segle xx es va iniciar un procés de pèrdua d'habitants que va culminar l'any 1975 amb 1445 persones empadronades. A partir de l'any següent, Benitatxell va registrar un lleuger augment de la població que no presagiava l'increment espectacular de les dues últimes dècades del segle xx. El 2004 El Poble Nou de Benitatxell i Xaló van ser les dues localitats de la Marina Alta que més van créixer en nombre d'habitants respecte a l'exercici anterior.